# 지옥의 투사
지옥의 투사(Firewalker)는 미국에서 제작된 J. 리 톰슨 감독의 1986년 액션, 모험, 코미디 영화이다. 척 노리스 등이 주연으로 출연하였고 메나헴 골란 등이 제작에 참여하였다.

## 출연

### 주연
- 척 노리스
- 루이스 고셋 주니어
- 멜로디 앤더슨

### 조연
- 윌 샘슨
- 소니 랜담
- 존 라이스 데이비스

## 제작진
- 미술: 조시 로드리게즈 그라나다